# Lato C
Lato C è un programma televisivo italiano di genere talent show, andato in onda su Deejay TV nel periodo 2011-2012.
Ideato dall'omonima agenzia di comunicazione milanese Lato C, all'interno del programma varie squadre di creativi pubblicitari, composte da un copywriter e un art director, si sfidano ogni settimana sul brief di comunicazione di un diverso cliente (azienda o associazione). Durante la puntata, ogni squadra presenta la sua campagna pubblicitaria e il cliente sceglie i vincitori.
Lato C è girato all'interno del campus Bovisa del Politecnico di Milano. Le riprese della presentazione finale vengono prodotte all'interno del Laboratorio Audio/Video del campus.

## Modalità di Gioco
I concorrenti vengono suddivisi in coppie e seguiti con le telecamere nel loro lavoro di creativi pubblicitari. Il tutto si svolge nell'arco di 150 ore che il talent racconta alla rovescia, iniziando dal momento in cui i ragazzi ricevono il brief, continuando con le fasi di sviluppo dei progetti e i confronti con i tutor cui sono assegnati, fino alla presentazione delle proposte alla giuria.

### Fasi di Sviluppo settimanale

#### Ilbriefdell'azienda
Il primo giorno di lavoro, i tutor introducono ai concorrenti l'azienda e il brief della settimana. Per approfondire l'argomento, i ragazzi sono invitati a visitare l'azienda o a conoscere in prima persona il prodotto o il servizio che devono pubblicizzare.

#### Elaborazione della campagna
Durante la settimana i ragazzi fanno ricerche utili alla realizzazione del brief e lavorano per trovare un'idea che possa soddisfare la richiesta dell'azienda. Quindi sviluppano il concept e ne discutono con i tutor per comprenderne l'effettiva validità.

#### Presentazione delle campagne alla giuria
La giuria è composta da professionisti del settore e da un rappresentante dell'azienda. Per presentare la propria idea ogni coppia ha solo 60 secondi di tempo, durante i quali può avvalersi anche di immagini o video. Dopo ogni presentazione la giuria può porre delle domande di approfondimento. La puntata si conclude con il rappresentante dell'azienda che sceglie la coppia vincitrice.

## Edizioni

### Prima edizione
Per la prima edizione, dedicata alla Comunicazione Etica e Responsabile, il programma è stato girato interamente presso il Politecnico di Milano con la esclusiva partecipazione di ragazzi iscritti all'istituto. Il programma è andato in onda su Deejay TV dal 22 ottobre al 12 novembre 2011 sotto la conduzione di Diego Passoni con puntate al sabato alle 21.30 e pillole di 3 minuti dal lunedì al sabato alle 16.45 circa.
| Sfida  | Settimana                          | Cliente                                                | Brief                                                         | Coppie (art & copy) | Giudici                         | Vincitori                          |
| ------ | ---------------------------------- | ------------------------------------------------------ | ------------------------------------------------------------- | --- | ------------------------------- | ---------------------------------- |
| 1      | Dal 22 al 29 ottobre 2011          | A.L.I.Ce. Onlus                                        | Campagna di prevenzione dell'Ictus cerebrale                  | Alberto Agabio & Matteo di Pascale Jessica Ardizzone & Carlo Scarpati Sofia Girelli & Marta Corna Margherita Baudà & Marta Storsillo | Claudio Sinatti Gio Tirotto     | Alberto Agabio & Matteo di Pascale |
| 2      | Dal 29 ottobre al 5 novembre 2011  | CONFIDA Associazione Italiana Distribuzione Automatica | Campagna per promuovere il certificato di qualità TQS Vending | Guido Chiefalo & Elena Popovic Jessica Ardizzone & Carlo Scarpati Sofia Girelli & Marta Corna Margherita Baudà & Marta Storsillo     | Fabio Novembre Saturnino Celani | Jessica Ardizzone & Carlo Scarpati |
| 3      | Dal 5 al 12 novembre 2011          | Bausch + Lomb                                          | Campagna di sensibilizzazione per la cura dell'occhio         | Lorenzo Ameri & Matteo Momenté Guido Chiefalo & Elena Popovic Sofia Girelli & Marta Corna Margherita Baudà & Marta Storsillo         | Alex Infascelli Stefano Quaglia | Sofia Girelli & Marta Corna        |
| FINALE | Dal 22 ottobre al 12 novembre 2011 | AIRC Associazione Italiana per la Ricerca sul Cancro   | Campagna di comunicazione su Facebook                         | Alberto Agabio & Matteo di Pascale Jessica Ardizzone & Carlo Scarpati Sofia Girelli & Marta Corna                                    |                                 | Alberto Agabio & Matteo di Pascale |

### Premio della prima edizione
Ai vincitori della prima edizione Alberto Agabio e Matteo di Pascale è stato offerto un contratto presso l'agenzia ideatrice del programma (Lato C concept agency) come primo passo nel mondo della pubblicità.